# Хваловское сельское поселение
Хваловское се́льское поселе́ние — муниципальное образование в составе Волховского района Ленинградской области. Административный центр — деревня Хвалово.

## Географические данные
Расположено в юго-восточной части района, граничит с Тихвинским районом.
По территории поселения проходят автодороги:
- А114 (Вологда — Новая Ладога)
- 41К-372 (Дудачкино — Сырецкое)
- 41К-393 (Дудачкино — Старково)
- 41К-399 (ур. Курья — Белое)

Расстояние от административного центра поселения до районного центра — 57 км.

## История
В середине XIX века в составе Новоладожского уезда Санкт-Петербургской губернии была образована Хваловская волость.
В декабре 1922 года Хваловская волость была ликвидирована, все её сельсоветы вошли в состав Колчановской волости Волховского уезда.
16 июня 1954 года в результате объединения Мелексинского и Наволокского сельсоветов был образован Хваловский сельсовет в составе Новоладожского района. 1 февраля 1963 года после упразднения Новоладожского района Хваловский сельсовет вошёл в состав Волховского района.
В конце 1970-х годов в состав сельсовета вошёл Воскресенский сельсовет.
18 января 1994 года постановлением главы администрации Ленинградской области № 10 «Об изменениях административно-территориального устройства районов Ленинградской области» Хваловский сельсовет, также как и все другие сельсоветы области, был преобразован в Хваловскую волость.
1 января 2006 года в соответствии с областным законом № 56-оз от 6 сентября 2004 года «Об установлении границ и наделении соответствующим статусом муниципального образования Волховский муниципальный район и муниципальных образований в его составе» было образовано Хваловское сельское поселение, в которое вошла территория бывшей Хваловской волости.

## Демография
| 2006  | 2010  | 2011  | 2012  | 2013  | 2014  | 2015  |
| ----- | ----- | ----- | ----- | ----- | ----- | ----- |
| 1500  | ↘1489 | ↘1486 | ↘1440 | ↘1394 | ↘1370 | ↗1371 |
| 2016  | 2017  | 2018  | 2019  | 2020  | 2021  | 2023  |
| ↘1349 | ↘1331 | ↘1300 | ↘1267 | ↘1234 | ↘1072 | ↘1043 |
| 2024  | 2025  |       |       |       |       |       |
| ↘1027 | ↘1001 |       |       |       |       |       |

## Состав сельского поселения
В состав поселения входят 35 населённых пунктов:
| №  | Населённый пункт        | Тип населённого пункта          | Население    |
| -- | ----------------------- | ------------------------------- | ------------ |
| 1  | Алферьево               | деревня                         | ↘1 (2017)    |
| 2  | Белое                   | деревня                         | ↘0 (2017)    |
| 3  | Бисково                 | деревня                         | ↘3 (2017)    |
| 4  | Бор                     | деревня                         | ↘1 (2017)    |
| 5  | Васкиничи               | деревня                         | ↘3 (2017)    |
| 6  | Воскресенское           | деревня                         | ↘49 (2017)   |
| 7  | Гверстовка              | деревня                         | ↘6 (2017)    |
| 8  | Горка-Воскресенская     | деревня                         | ↘18 (2017)   |
| 9  | Горка-Хваловская        | деревня                         | ↗37 (2017)   |
| 10 | Дудачкино               | деревня                         | ↘25 (2017)   |
| 11 | Кириши                  | деревня                         | ↘3 (2017)    |
| 12 | Коленец                 | деревня                         | ↘4 (2017)    |
| 13 | Кулаково                | деревня                         | ↘29 (2017)   |
| 14 | Логиново                | деревня                         | ↗2 (2017)    |
| 15 | Лука                    | деревня                         | ↘0 (2017)    |
| 16 | Льзи                    | деревня                         | ↘2 (2017)    |
| 17 | Мелекса                 | деревня                         | ↘16 (2017)   |
| 18 | Наволок                 | деревня                         | ↘15 (2017)   |
| 19 | Надозерье               | деревня                         | ↗5 (2017)    |
| 20 | Остров                  | деревня                         | ↗23 (2017)   |
| 21 | Погорелец-Воскресенский | деревня                         | ↘2 (2017)    |
| 22 | Погорелец-Хваловский    | деревня                         | ↗23 (2017)   |
| 23 | Погостище               | деревня                         | ↘2 (2017)    |
| 24 | Поддубье                | деревня                         | ↘2 (2017)    |
| 25 | Порог                   | деревня                         | →4 (2017)    |
| 26 | Прокшеницы              | деревня                         | ↘9 (2017)    |
| 27 | Пруди                   | деревня                         | ↘7 (2017)    |
| 28 | Старково                | деревня                         | ↘7 (2017)    |
| 29 | Столбово                | деревня                         | ↘2 (2017)    |
| 30 | Сырецкое                | деревня                         | ↘11 (2017)   |
| 31 | Теребуня                | деревня                         | ↘6 (2017)    |
| 32 | Токарево                | деревня                         | ↘5 (2017)    |
| 33 | Усадище                 | деревня                         | ↘1 (2017)    |
| 34 | Хвалово                 | деревня, административный центр | ↗1138 (2017) |
| 35 | Юхора                   | деревня                         | ↘3 (2017)    |